# Aleksandr Mostovoj
Alexandr Vladimirovitsj Mostovoj (Russisch: Александр Владимирович Мостовой) (Sint-Petersburg, 22 augustus 1968) is een Russisch voormalig profvoetballer. Hij beëindigde in 2005 zijn carrière, waarin hij vooral naam maakte als middenvelder bij Spartak Moskou en Celta de Vigo. Mostovoj had als bijnamen Sasja en De Tsaar.

## Clubcarrière
Mostovoj begon in de jeugd van Spartak Moskou. In 1987 debuteerde hij in het eerste elftal. I 1992 verruilde hij Spartak voor Benfica. Bij de Portugese topclub speelde Mostovij in het seizoen 1992/93 echter slechts negen competitieduels en in 1993 vertrok hij daarom naar Frankrijk. Hier speelde Mostovoj voor SM Caen (1993/94) en RC Strasbourg (1994-1996). In 1996 werd de Russische middenvelder gecontracteerd door het Spaanse Celta de Vigo. Bij deze club groeide Mostovoj uit tot de sterspeler en in 2003 had hij een belangrijk aandeel in de eerste kwalificatie ooit van Celta de Vigo voor de UEFA Champions League. In 2004 degradeerde Celta de Vigo echter naar de Segunda División A en Mostovoj moest vertrekken. Pas acht maanden na zijn vertrek vond Mostovoj in Deportivo Alavés zijn nieuwe club. De Baskische club promoveerde in 2005 naar de Primera División, maar desondanks besloot Mostovoj zijn loopbaan als profvoetbal te beëindigen.

## Interlandcarrière
Mostovoj speelde voor het nationale elftal van zowel de Sovjet-Unie (15 interlands, 3 doelpunten) en Rusland (50 interlands, 10 doelpunten). Met het Russisch voetbalelftal nam Mostovoj deel aan de WK's van 1994 en 2002 en de EK's van 1996 en 2004.

## Statistieken
| seizoen | club             | land               | competitie          | wed. | goals |
| ------- | ---------------- | ------------------ | ------------------- | ---- | ----- |
| 1987    | Spartak Moskou   | Vlag van Rusland   | Soviet Elite League | 18   | 6     |
| 1988    | Spartak Moskou   | Vlag van Rusland   | Soviet Elite League | 27   | 3     |
| 1989    | Spartak Moskou   | Vlag van Rusland   | Soviet Elite League | 11   | 3     |
| 1990    | Spartak Moskou   | Vlag van Rusland   | Soviet Elite League | 23   | 9     |
| 1991    | Spartak Moskou   | Vlag van Rusland   | Soviet Elite League | 27   | 13    |
| 1992/93 | SL Benfica       | Vlag van Portugal  | SuperLiga           | 9    | 0     |
| 1993/94 | SM Caen          | Vlag van Frankrijk | Ligue 2             | 15   | 3     |
| 1994/95 | RC Strasbourg    | Vlag van Frankrijk | Ligue 1             | 29   | 6     |
| 1995/96 | RC Strasbourg    | Vlag van Frankrijk | Ligue 1             | 32   | 9     |
| 1996/97 | Celta de Vigo    | Vlag van Spanje    | Primera División    | 31   | 5     |
| 1997/98 | Celta de Vigo    | Vlag van Spanje    | Primera División    | 34   | 8     |
| 1998/99 | Celta de Vigo    | Vlag van Spanje    | Primera División    | 33   | 6     |
| 1999/00 | Celta de Vigo    | Vlag van Spanje    | Primera División    | 26   | 6     |
| 2000/01 | Celta de Vigo    | Vlag van Spanje    | Primera División    | 30   | 9     |
| 2001/02 | Celta de Vigo    | Vlag van Spanje    | Primera División    | 30   | 10    |
| 2002/03 | Celta de Vigo    | Vlag van Spanje    | Primera División    | 26   | 6     |
| 2003/04 | Celta de Vigo    | Vlag van Spanje    | Primera División    | 24   | 6     |
| 2004/05 | Deportivo Alavés | Vlag van Spanje    | Segunda División A  | 1    | 1     |

## Erelijst
Spartak Moskou
- Landskampioen Sovjet-Unie

1987, 1989
- Beker van Rusland

1992
 Benfica SL
- Landskampioen Portugal

1994
- Taça de Portugal

1993, 1996, 2004
 Celta de Vigo
- Intertoto Cup

2000